# Barrios de Quito
Los barrios de Quito son la división política, y en ocasiones administrativa, más pequeña de la ciudad y el Distrito Metropolitano de Quito. Los habitantes de la urbe tradicionalmente la han dividido en cuatro grandes segmentos, los cuales abarcan en gran medida su territorio, estos son: «el norte», conformado en su límite septentrional por las parroquias de Cárcelen y el Condado y en el austral por Belisario Quevedo y Mariscal Sucre; «el centro», compuesto por Centro histórico, San Juan e Itchimbia; «el sur», en el cual en su extremo norte están halladas Magdalena, Chilibulo y Puengasí y en su borde meridional Guamaní y Turubamba; y los «valles», que pese a no formar parte de la ciudad de San Francisco de Quito, componen el Distrito Metropolitano.
Las parroquias urbanas que conforman esta división no oficial, suelen subdividirse en barrios. A su vez, estos -por encontrarse a diferente altitud- pueden adquirir el término de bajo o alto según corresponda, sin ser por ello renombrados; así, un barrio como el Batán, dependiendo el lugar al que se refiera el interlocutor, puede ser calificado como «alto» o «bajo» (esta práctica solo se utiliza en los lugares cuyas construcciones estén sobre laderas. Generalmente los habitantes suelen guiarse por esta práctica.

## Centro
Conocido por los turistas como "Old Town". El centro de la ciudad se encuentra en una zona estrecha entre el cerro de Cruz Loma y el cerro Itchimbía. Es una zona muy transitada, debido a las calles estrechas y a la topografía del terreno. La mayoría de sus calles son muy empinadas y algunas se han convertido en caminos con escalinatas. En esta zona de la ciudad se encuentran: el intercambiador de "El Trébol", los túneles de la Av. Occidental, y los cerros Panecillo e Itchimbía.
- Centro Histórico El centro histórico comprende los alrededores de la Plaza Grande, las iglesias de Santo Domingo, La Merced, La Compañía, La Catedral, San Francisco y la Basílica. También comprende los alrededores de los teatros Bolívar y Sucre. Esta zona tiene gran movimiento comercial y de alta importancia turística, con una variedad de restaurantes, museos, plazas y hoteles.

- La Tola Es uno de los barrios tradicionales del centro de Quito. Se ubica al lado occidental del parque Itchimbia. Cuenta con casas históricas, pero se ha convertido en un barrio de clase media-baja. Tiene atractivos como la Plaza de Toros Belmonte, el centro de vigilancia ECU-911, el palacio de cristal de parque Itchimbia y el Colegio Don Bosco.

- El Dorado Este barrio es vecino del barrio La Tola y la Vicentina. Este barrio es conocido y lleva su nombre por la leyenda que dice, que de este lugar partió la expedición liderada por Orellana la cual buscaba encontrar la ciudad de Oro "El Dorado". Este barrio comparte el parque Itchimbia donde se encuentra el centro de vigilancia ECU-911 y el palacio de Cristal. También encontramos en este barrio el centro de logística de la Empresa Eléctrica Quito, El colegio María Auxiliadora, El instituto Geográfico Militar, el Hospital Militar, el Hospital Eugenio Espejo y la Maternidad Isidro Ayora.

- San Roque Este barrio de clase media-baja, comprende las faldas del cerro del Panecillo y sobre los túneles de la Av. Occidental sobre el centro. Aquí se encuentra el Penal García Moreno, la Iglesia de San Roque, el tradicional Mercado de San Roque, el bulevar de la "Avenida 24 de Mayo", la calle "Rocafuerte", etc.

- La Ronda Una de las calles más emblemáticas del centro de Quito, antiguo corazón bohemio de la ciudad. Ubicado en la actual calle Morales. Aquí se ubica el Parque Regenerado Cumandá, ubicado en el antiguo Terminal Terrestre de la ciudad.

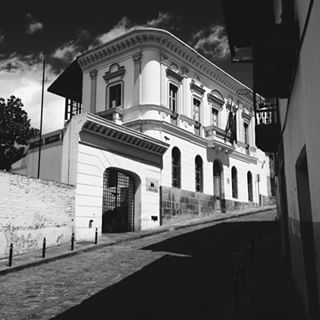
La Ronda, Quito

- La Marín Sector de clase baja ubicado en la parte alta de la Av. Pichincha y el intercambiador "El Trébol", terminando en el barranco del río Machángara. El barrio ha estado sujeto a una recuperación y regeneración urbana. Se centra en la Avenida Pichincha.

- La Guaragua Significa "lugar pintoresco", ubicado en la actual calle "Galápagos". Una calleja turística que cuenta con un arco y unas escalinatas empedradas.

- La Loma Grande Este barrio empieza desde el arco de Santo Domingo, siendo su arteria principal la calle "Rocafuerte". Aquí están la "Mama Cuchara" y el Liceo Fernández Madrid.

- San Marcos Este barrio es uno de los más conocidos de la ciudad. Aquí están la Iglesia de San Marcos, la calle Junín, la calle Montufar y la calle Flores.

- La Vicentina Barrio de clase media ubicado cerca del cerro Itchimbía y del río Machángara. Aquí están varios barrios unidos en uno solo.

- El Tejar Este barrio lleva su nombre porque sus casas están cubiertas con tejas. Aquí están ubicados los túneles de la avenida Occidental y el centro comercial Hermano Miguel.

- Toctiuco Este barrio se encuentra ubicado en las faldas del Pichincha. Aquí se encuentran barrios más pequeños como la Ciudadela Amazonas, el Placer y San Salvador.

- La Libertad Barrio de clase baja ubicado exactamente donde se gestó la Batalla de Pichincha. En su honor se construyó el "Templo de la Patria" en lo más alto del barrio.

- Miraflores En este barrio de clase media, está la Universidad Central del Ecuador, el Hospital del Día, y algunas facultades de la misma universidad central.

- San Juan Este barrio es uno de los más antiguos de Quito. Tiene calles empedradas y otras adoquinadas, es de clase media-baja. Aquí esta el antiguo Hospital Militar, el Estadio de San Juan, y la Basílica del Voto Nacional.

- San Diego Barrio de clase media baja, aquí están la fuente de la calle Ambato, el Convento y la plaza de San Diego, y el Cementerio del mismo nombre, el segundo más antiguo de Quito.

- El Panecillo Este es un ícono de la ciudad de Quito ya que en la cima de la loma se encuentra la Virgen de Legarda que es la patrona de la ciudad de Quito. Además aquí están calles tradicionales del centro.

- El Ejido Este es el distrito financiero más antiguo de la ciudad. Se centra en el Parque El Ejido. Sus avenidas principales son la Avenida 10 de Agosto, la Avenida Patria, la Avenida 6 de Diciembre y la Avenida Tarqui. Aquí se construyeron los primeros edificios altos de la ciudad como la Torre CFN, el Hotel Hilton Colón, el edificio Banco Internacional y el edificio del consejo Provincial de Pichincha.

- La Floresta Es un barrio de clase media. Sus avenidas principales son la 12 de Octubre, la calle Madrid, la avenida De los Conquistadores. Aquí se encuentran grandes edificios como el World Trade Center de Quito, el Swissotel, el Coliseo General Rumiñahui y el Hospital Militar.

- Monjas Es un sector cuyas avenidas principales son  la Av. General Rumiñahui y la Av. Simón Bolívar, comprende los barrios Monjas Alto, Balcón Quiteño, 1 de Mayo,  Las Orquídeas, El Madrigal, San Pedro de Monjas, Bolívar Rodríguez, El Guabo, San Vicente, El Auqui de Monjas, Parque El Cuscungo, Jardín del Valle, Alma Lojana, Triángulo de Piedra y Buenos Aires.

## Norte
Conocido por los turistas como "New Town". En el norte de la ciudad se concentra la actividad financiera de la ciudad, estando los principales edificios de oficinas en el sector de Iñaquito. Aquí se encuentran el Parque La Carolina, el enorme Parque Metropolitano Guangüiltagua, el complejo turístico Ciudad Mitad del Mundo y el Parque Bicentenario.
- La Mariscal

Lleno de edificaciones de época, hermosas mansiones y espléndidos palacios, como La Circasiana y Najas; esta zona fue un día uno de los barrios más exclusivos de la capital ecuatoriana, antes de convertirse (a partir de los 70's) en el vibrante núcleo comercial y turístico que es hoy en día.
Comprende el cuadrado formado por las avenidas Patria, Francisco de Orellana, 12 de Octubre y 10 de Agosto. Es la sede de muchas de las principales oficinas estatales del país. Comienza en el extremo norte del parque El Ejido y la Puerta de La Circasiana, donde empieza también el norte de la ciudad.
La Mariscal hace gala de algunos de los edificios más altos de Quito, ubicados a lo largo de la Avenida Patria (Torre CFN, Torre Hilton Colón, Edificio Banco Internacional, Torre COFIEC, Edificio Banco de Préstamos). Dentro del cuadrado de La Mariscal, se encuentra "La Zona", el barrio más bohemio de la ciudad ubicado a los alrededores de la Plaza Foch o Plaza El Quinde, conocido por los extranjeros como "Downtown" y por los locales como "Gringolandia", debido a la gran cantidad de turistas que visitan el sector.
Las principales arterias viales que cruzan este sector son la avenida Amazonas y la calle Juan León Mera (norte-sur), y la avenida Cristobal Colón y la calle Ignacio de Veintimilla (este-oeste).
- La González Suárez

Se encuentra a los alrededores de la Avenida González Suárez, desde el redondel de Churchill, donde confluye con la Avenida La Coruña hasta el redondel donde se enlaza con las avenidas Francisco de Orellana y 12 de Octubre. Es uno de los barrios de mayor plusvalía de la ciudad. Las inmobiliarias han sabido explotar su privilegiada ubicación en la bajada hacia Guápulo, que le otorga una vista excepcional de los valles cercanos y han llenado este sitio de altos edificios de exclusivos apartamentos que datan principalmente de la década de 1980.
- El Batán

Sector residencial de clase media-alta principalmente, ubicado en la parte alta del centro financiero de la ciudad. Aquí se encuentran el Parque Metropolitano Guangüiltagua y uno de los campos santos más importantes del norte de la ciudad. Su principal arteria vial es la avenida Eloy Alfaro que lo cruza de norte a sur.
- Las Casas

Zona residencial de clase media. Se encuentra al oeste de la avenida América, atravesado por la calle Bartolomé de Las Casas, de donde obtiene su nombre.
Sus casas datan aproximadamente de 1950, contando también con algunos edificios departamentales nuevos.
En este barrio se realizan las famosas carreras de coches de madera desde 1940.
- Bellavista

Zona residencial de clase media-alta y alta. Se encuentra cruzando la quebrada Batán Grande a los alrededores de la calle Bosmediano. Sus edificios de apartamentos y elegantes residencias, que datan principalmente de la década de 1990, cuelgan de una elevación desde la que se aprecian muchos de los volcanes que rodean la ciudad. Aquí se ubica la Capilla del Hombre, museo que guarda las obras del artista Oswaldo Guayasamín.
- Guápulo

Ubicado a una altura menor al resto de la ciudad, es un barrio histórico de gran importancia turística. Aquí se encuentra el Monasterio de Guápulo y la plaza del mismo nombre, desde el cual se tiene una vista a los valles de Tumbaco y Pifo y a la gran Loma de Auqui. Las calles de este sector son todas empedradas y sus edificaciones son muy similares a la del centro histórico. Con el pasar de los años este sitio se convirtió en un punto bohemio importante de la ciudad, destacando los cafés y bares de música rave ubicados mayoritariamente en su principal vía de conexión con el resto de la urbe: la avenida Camino de Orellana, que es a su vez un sitio histórico, pues fue el mismo camino que el español Francisco de Orellana utilizó para llegar a la selva y después descubrir el río Amazonas.
- Iñaquito

Es un distrito de gran magnitud, ubicado en los alrededores del Parque La Carolina; es de clase media-alta y alta, además es el centro financiero de Quito, en donde tienen sus sedes los bancos y empresas multinacionales que han llenado los flancos del enorme parque con altos edificios de acero, concreto y vidrio, confiriéndole un aspecto muy moderno y vanguardista. Muchos de los más importantes y tradicionales centros comerciales de la ciudad se encuentran en este sector: Mall El Jardín, Quicentro Shopping, Centro Comercial Iñaquito (CCI), Centro Comercial Caracol, Centro Comercial Naciones Unidas (CCNU).
Las principales vías que atraviesan este sector las componen las avenidas Amazonas, De Los Shyris, República de El Salvador, 6 de Diciembre y Eloy Alfaro (norte-sur); y Mariana de Jesús, República, Portugal, Naciones Unidas y un tramo desviado de la Eloy Alfaro (este-oeste).
- Quito Tennis

Barrio de clase media alta y alta ubicado en la parte alta del intercambiador de La Y entre las avenidas Edmundo Carvajal, Brasil y Granda Centeno, que son a su vez sus principales conexiones con el resto de la ciudad. Muchas de sus residencias datan de la década de 1980 y pertenecen a familias muy acaudaladas y embajadas.
- Atucucho

Es un barrio de clase baja ubicado a un costado de la avenida Occidental. Este barrio tiene calles sin nombres y se comunica a través de la calle Flavio Alfaro. Cuenta con un estadio, un colegio y una gran casa barrial. Hay servicios de transportes hacia la estación del Corredor Central Norte y hacia el Comité del Pueblo.
- La Florida

Sector residencial de clase media y media alta que se ubica al oeste del antiguo Aeropuerto Internacional Mariscal Sucre. Se divide en Florida Alta (cruzando la Avenida Occidental) y la Florida principal. Toma su nombre de la corta avenida homónima que divide al sector de este a oeste y que ha tomado una pequeña importancia comercial, sobre todo con negocios familiares. Tiene alta afluencia de ciudadanos extranjeros.
- San Carlos

Barrio residencial de clase media que ha tenido gran crecimiento urbanístico durante los últimos años. Ubicado al oeste del museo de la FAE y del sector de La Florida, su horizonte resalta por la gran cantidad de edificios de apartamentos que conforman diferentes conjuntos habitacionales. Sus principales arterias viales las componen la calle Machala (norte-sur), llena de pequeños almacenes y negocios minoristas, y las avenidas Emperador Carlos V y Fernández Salavador (este-oeste).
- Quito Norte

Es un barrio de clase media. Sus vías principales son las avenidas Vaca de Castro, Flavio Alfaro, Machala y la avenida Occidental. Aquí se encuentran el hospital Pablo Arturo Suárez, el parque Andrade Marín, el Colegio Alvernia y el Hospital Geriátrico Los Pinos. Este era el límite antiguo entre la ciudad de Quito y la parroquia de Cotocollao.
- Mena de Hierro

Este barrio se ubica a un lado de la Avenida Occidental y su vía principal es la calle Machala. Este es un barrio de clase media y media-baja. Tiene un centro de salud, una iglesia y una UPC. A través de este barrio se puede llegar a la parroquia rural de Nono.
- Cotocollao

Uno de los sectores más antiguos de la ciudad y de clase media, fue de hecho una ciudad independiente hasta mediados del siglo XX, cuando inició su rápida incorporación a los límites de la metrópoli quiteña que crecía de manera asombrosa tras el boom del petróleo. Cuenta con edificaciones muy similares a las del centro histórico, muchas de ellas se cuentan dentro del patrimonio de la urbe, como la Casa de la colonial Hacienda "La Delicia", misma que perteneció a Mariana Carcelén IV Marquesa de Solanda y Villarrocha y esposa del Mariscal Antonio José de Sucre, y que hoy es ocupada por las dependencias de la Administración municipal equinoccial.
Cotocollao es una zona de gran movimiento comercial y en los últimos años ha sido un foco de atracción especialmente de los migrantes chinos que han convertido sus calles en un paraíso del comercio al menudeo. Sus principales vías las componen las avenidas De la Prensa, Diego de Vásquez y las calles Machala y 25 de Junio.
- Comité del Pueblo

Ubicado a la altura del intercambiador de las avenidas 6 de Diciembre y Galo Plaza, ese sector de la ciudad abarca cerca de 200 hectáreas y actualmente está habitado por unas 46 mil personas, una de las características de este sector es que aglutina varios segmentos sociales y etnias.
- La Bota

Es un barrio de clase baja ubicado detrás del Comité del Pueblo. Su nombre viene de que el perímetro del barrio se asemeja a la imagen de una bota.
- Ponceano

Dividido en Ponceano Alto y Bajo. La parte alta es mayoritariamente residencial para la clase media que la ha poblado con mayor intensidad en los últimos años, cuenta además con una serie de instituciones privadas de educación media de prestigio. Ponceano Bajo, en cambio, es de mayor importancia comercial; aquí se encuentran el estadio de Liga Deportiva Universitaria, el moderno Condado Shopping Center, la estación norte de la línea azul del Metrobús Q, importantes supermercados, una gran feria de verduras y legumbres que se instala cada sábado y muchos restaurantes y tiendas minoristas.
Las principales vías que cruzan este sector son las avenidas Diego de Vásquez y Real Audiencia.
- El Condado

Ubicado en una parte alta del extremo noroccidental de la ciudad, al norte de los sectores de La Ofelia y Cotocollao. Es una zona relativamente nueva que se empezó a poblar desde mediados de la década de 1990; está habitada mayoritariamente por familias de clase media alta y alta que llegaron atraídos por la gran oferta de exclusivas urbanizaciones y elegantes barrios que proliferaron tras el traslado a este sitio del Quito Tennis Golf Club.
Las urbanizaciones más importantes de este sector son "El Condado", "23 de Junio","Los Cipreses II" y "Loma Hermosa"; conectadas entre sí por tranquilas calles que desembocan en la transitada avenida Occidental, misma que conecta este sector con el resto de la ciudad.
También el Condado cuenta con barrios de clase alta-baja, media-alta,media-baja. Y baja en el lado occidental, estos son humildes y algo peligrosos. Cuentan con servicio de transporte hacia la estación del Corredor Central Norte, hacia el estadio Olímpico Atahualpa y hacia el Playón de la Marín. Entre estos están La Pisulí, Jaime Roldós, Colinas del Norte, La Planada, y Velasco.
- Kennedy

Es un barrio de clase media. Sus principales avenidas son Galo Plaza Lasso, 6 de Diciembre, Rafael Bustamante y Capitán Ramón Borja. Cuenta con supermercados, los estudios de RTS, el diario La Hora, el parque la Luz y el mercado John F. Kennedy.
- Rumiñahui

Es un barrio de clase media y media-alta. Sus avenidas principales son Real Audiencia de Quito, Luis Tufiño, Av. del Maestro y de los Eucaliptos. Aquí se encuentran el nuevo Parque Bicentenario, el Parque Nazareth y el cementerio Parques del Recuerdo.
- El Inca

Es un barrio de clase media. Sus vías principales son Avenida El Inca, Eloy Alfaro, Avenida de las Palmeras y la Avenida 6 de Diciembre. Aquí se  encuentra la estación de la ecovía "Río Coca", el Centro Comercial Eloy Alfaro, el canal de televisión Gama TV, el cementerio del Batán, la Dirección General de Inteligencia de Quito y el Hospital Solca de Quito.
- Carcelén

Conocido como "El Nuevo Norte". Es una zona concebida en la década de 1980 como una pequeña ciudad satélite para paliar la demanda de vivienda de la clase media migrante del norte del país. Dividido en Carcelén Alto y Bajo, el sector creció aceleradamente y se unió muy pronto a los límites urbanos de Quito entre los años 1995 y 2000. La parte baja es de carácter mayoritariamente industrial son algunos núcleos de viviendas de clase media-baja y baja; mientras que la parte alta (la concepción original y ordenada de este sector) es ocupada por la clase media.
Sus principales vías son las avenidas Diego de Vásquez, Galo Plaza, Jaime Roldós Aguilera y República Dominicana. Los alrededores del enorme parque comunitario han cobrado una gran importancia comercial que sirve como centro de abastecimiento para el sector que no debe atravesar grandes distancias para realizar sus compras.
Además aquí están el Hospital San Francisco de Quito, el Colegio Americano de Quito, el Instituto Superior Amazonas y la Terminal Interprovincial de Carcelén.

## Sur
El sur de la ciudad empieza desde el río Machángara. En esta parte de la ciudad se concentran pocos barrios populares. Son barrios de clase media y popular.
- San Bartolo

Aquí se encuentra el CUARTEL EPLICACHIMA. Sus calles importantes son la Avenida Pedro Vicente Maldonado, la calle Balzar y la Avenida Teodoro Gómez de la Torre. Este es un sector de clase media.
- La Magdalena

Barrio de clase media ubicado en las espaldas del Panecillo. Sus calles y casas se asemejan mucho a las del centro histórico. En este barrio se encuentra la tradicional Iglesia de La Magdalena y un cementerio del mismo nombre, además de una estación multimodal y una estación del metro. Sus calles importantes son la Avenida Rodrigo de Chávez, la Avenida Jacinto Collahuazo, la General Quisquis y la Avenida 5 de Junio.
- La Mena 2

La Mena Dos es un barrio que se encuentra en el sur de Quito, su nombre se debe a una antigua hacienda que existía en el lugar. Junto al barrio se encuentra la Ciudadela Tarqui, un sitio donde viven familias que migraron de las provincias del sur del país. El nombre de esta ciudadela es en honor a la victoria de la Batalla de Tarqui donde se enfrentaron tropas grancolombianas y españolas, en 1829. La Mena se caracteriza por ser un barrio que aún guarda el sentido de vecindad, aunque, en los últimos años, la inseguridad ha cambiado el entorno. Los fines de semana es común observar a las familias en el mercado. Mientras que niños y jóvenes practican deporte en las canchas del barrio.
- Villaflora

Sector residencial de clase media y popular, además de un inminente papel comercial, pues concentra los mejores centros comerciales del sur de la ciudad como el Centro Comercial El Recreo. Sus calles principales son las avenidas Rodrigo de Chávez y la Alonso de Angulo.
- Solanda

Sector comercial y residencial de clase media. En el pasado fue una gran hacienda que perteneció a los marqueses de Solanda. Sector residencial, considerado uno de los más populares del sur de Quito, algo característico de este barrio, es su singular estructura, ya que consta de un sinnúmero de pasajes, además lo que identifica a Solanda es la calle José Alemán conocida como la jota, lugar de gran movimiento comercial.
- Quitumbe

Es una zona que ha tenido un gran crecimiento urbanístico de carácter residencial de clase media en los últimos años. Aquí se encuentra el estadio del Aucas, la Terminal Terrestre Quitumbe y el centro comercial Quicentro Sur. Sus avenidas principales son Quitumbe Ñan, Morán Valverde, Cóndor Ñan y Huayanay Ñan.
- Chilibulo

Este barrio de clase media baja se ubica en el lado occidental de la "Avenida Mariscal Sucre". Se centra en la calle "Chilibulo". Aquí están el Hospital Enrique Garcés y el parque Metropolitano Chilibulo-Huayrapungo.
- Reino de Quito-La Mena

Este barrio de clase media-baja se ubica en la parroquia La Mena, cerca de Chillogallo, su calle principal es "Angamarca" y a través de este barrio se llega a la parroquia rural de Lloa.
- El Pintado

Este barrio es uno de los sectores comerciales más importantes del sur. Su calle principal es la "Avenida Michelena". Entre sus novedades están Restaurantes, negocios ambulantes y el centro comercial Atahualpa.
- Quito Sur

Es un barrio de clase media y popular. Sus calles principales son las avenidas "Ajaví", "Cardenal de la Torre" y "Teniente Hugo Ortiz". Este fue un día el límite sur de Quito.
- El Calzado

Es un barrio de clase popular. Sus calles principales son la avenida San Luis y la avenida Teniente Hugo Ortiz. Es este barrio esta el parque La Raya.
- Chimbacalle

Este es uno de los barrios de clase media más antiguos de Quito. Sus calles principales son las avenidas "Napo", "Pedro Vicente Maldonado", "El Corazón", "1 de Mayo". Entre sus atractivos están la Estación de Trenes de Chimbacalle, el estadio Benjamín Lastra, el Teatro México y el parque Pobre Diablo.
- 5 esquinas

Su nombre viene de la intersección de las calles Bartolomé Alves, Rodrigo de Ocampo y Hernán Morillo. Es un barrio popular de clase media baja.
- Luluncoto

Es un barrio de clase media baja compuesto de condominios alrededor de sus calles. Aquí se encuentra la Pasteurizadora de la Ciudad ubicada en la calle Pedro Pinto Guzmán.
- El Camal

Se ubica en las cercanías del mercado de Chiriyacu y en el patronato del sur. Este sector fue el antiguo camal de la ciudad y es de clase media baja. Aquí funciona la estación del Trolebús de Quito.
- Puengasí

Está ubicado sobre la loma de Puengasí. Es un conjunto de barrios de clase media como: San Isidro, Balcón del Valle y Obrero Independiente. Su vía principal es el camino antiguo hacia el valle de los Chillos.
- La Ferroviaria

Es un sector de clase media y media-baja. Se compone de los barrios Ferroviaria Alta, Media y Baja. Por aquí pasa el alimentador del trolebús hasta la estación del Recreo.
- La Forestal

Es un barrio de clase media-baja y baja. Tiene servicio de alimentador La Forestal-Magdalena, con integración al Trole &Ecovia y línea hacia la Universidad Central - Seminario Mayor. Tiene un mirador cerca de la Av. Simón Bolívar. Es también una zona de alto riesgo debido a la topografía del suelo y a los deslaves en la época de invierno.
- Oriente Quiteño

Es un barrio de clase media baja ubicado cerca de la avenida Simón Bolívar. Por aquí pasa el alimentador del trolebús hacia la estación del recreo y líneas hacia la universidad central.
- La Argelia

Barrio de clase baja, con calles adoquinadas pero también con falta de algunos servicios. Actualmente el municipio de Quito está tratando de que este barrio se regenere completamente.
- Santa Rita

Es un barrio de clase media baja, ubicado entre las avenidas Morán Valverde, Solanda, Cusubamba, Rumichaca y Teniente Hugo Ortiz. Aquí están el estadio de Sociedad Deportiva Aucas.
- Turubamba

Es un barrio residencial de clase media. Su vía principal es la Teniente Hugo Ortiz. Aquí están el Registro Civil del Sur y el mercado Mayorista de Quito. Es un sector ubicado sobre la laguna de Turubamba.
- Chillogallo

Es uno de los sectores más populares de Quito. Tiene diversidades étnicas debido a que migrantes de otras provincias se alojan en este barrio. Se pueden encontrar supermercados, mercados y más. Entre los barrios que lo conforman están Chillogallo Histórico, que cuenta con casas antiguas, el cementerio de Chillogallo y el museo de Chillogallo; Santa Rosa, Santa Rita, Cristo Rey, Santa Marta, El Girón, el Tránsito, la Libertad, Buena Ventura. Entre sus atractivos están el parque Las Cuadras, las canchas del Fundeporte y el redondel del Caballito.
- Ciudadela Ibarra

Es un sector residencial de clase media baja, con un crecimiento demográfico cero, y diverso por la existencia de migrantes nacionales e incluso, extranjeros. Pertenece a la Parroquia La Ecuatoriana. Está conformado por más de 20 barrios como: 2 de Febrero, Primicias de la Cultura de Quito, Rumihurco, Las Orquídeas, San Antonio, San Francisco, La Merced y Los Cóndores. Su principal centro de comercio se encuentra en la Av. Martha Bucarám de Roldós, donde se ubican algunas empresas de renombre nacional, donde también se hallan variados servicios como: Hoteles, Restaurantes, Bancos y un mercado municipal. Además, cuenta con una de las áreas verdes más grandes de la ciudad al tener 4 parques por barrio. Su PEA registra uno de los años de escolarización más altos del sur de Quito, y se centra principalmente en el comercio y el servicio de bienes. Sus condiciones de vida promedian una de las mejores en el sur de la capital, y el índice de delincuencia es relativamente bajo.
- Ciudadela del Ejército

Es un barrio de clase media baja. Sus calles principales son la avenida Rumichaca, la avenida Huayanay Ñan y la Gral. José Gallardo. Está dividido en cooperativas de vivienda y en etapas.
- La Ecuatoriana

Es un barrio/parroquia de clase media baja. Su principal centro de comercio es la Avenida La Ecuatoriana. Además, aquí se ubica el Camal Metropolitano de Quito por lo cual es un punto estratégico ganadero. Entre los barrios que lo conforman están el Camal Metropolitano, San Marcelo, el Galpón, los Pedestales y Fodurma, Nuevos horizontes.
- Manuelita Sáenz

Este se ubica en un punto extremo del sur de Quito. Es parte de la parroquia de La Ecuatoriana. Lo conforman los barrios de clase baja Nuevos Horizontes del Sur, San Alfonso, el Galpón 2. Cuenta con un Cementerio, escuelas y parques.
- Cornejo

Este es un barrio de clase media baja. Tiene como vías principales avenidas y calles asfaltadas. Está conformado por barrios más pequeños.
- Nueva Aurora

Este es un barrio de clase media ubicado entre Guamaní y la Ciudadela del ejército. Cuenta con calles adoquinadas y un gran parque. Su vía principal es la Panamericana Sur.
- Lucha de los Pobres

Es un barrio de clase media ubicado a un costado de la avenida Simón Bolívar. Está conformado por los barrios Lucha de los Pobres Alto, Medio y Bajo; Pueblo Unido y San Cristóbal.
- Guajaló

Se ubica entre las avenidas Pedro Vicente Maldonado y Simón Bolívar. Está conformado por barrios de clase media baja como Quitus Colonial, el Blanqueado, Valle del Sur y Unión Popular.
- San Martín

Es un barrio de clase baja. Se ubica a un costado de la avenida Simón Bolívar. Está conformado por algunos barrios como Tambo del Inca, Nuevos Horizontes y el Conde.
- El Troje

Es un barrio de clase baja. Es conformado por barrios separados y entre sus atractivos están el parque Metropolitano del Sur, el camino del Inca o Capac Ñan.
- Caupichu

Es un barrio de clase baja conformado por 3 etapas. Se ubica cerca del límite sur de la ciudad de Quito.
- El Beaterio

En este barrio de clase media, se ubica la estación de combustibles "El Beaterio". También están algunos barrios de clase baja como el Conde, Santo Tomás, San Blas 2 y Argentina.
- Guamaní

Es un barrio de clase media. Está dividido en otros barrios como San Fernando, Santo Tomas, El Rocío, Los Pinos, la Esperanza, Paquisha, Guamaní Alto y Guamaní Bajo.
- La Victoria

Es el barrio que esta más al sur de Quito. Se divide en La Victoria Alta y Baja. Es un barrio de clase media baja que marca el límite entre la ciudad de Quito y el cantón Mejia.

## Los Valles y la meseta de Calderón
Debido al crecimiento de la población de la ciudad en las últimas décadas y al gran crecimiento urbanístico que ha tenido la ciudad, la población ha ido expandiéndose hasta los valles aledaños al oriente de la ciudad, los mismos que forman parte del Distrito Metropolitano de Quito. Al norte de la ciudad se encuentran la meseta de Calderón y el valle de Pomasqui. Al nororiente se encuentran los valles de Cumbayá y Tumbaco, mientras que al suroriente (dividido del nororiente por el volcán Ilaló), se encuentra el valle de los Chillos, conformado por los pueblos de San Rafael, Conocoto, Sangolquí, El Tingo, entre otros. Un gran número de proyectos urbanísticos han tomado lugar en los valles, por lo cual con el pasar de los años se han mejorado las vías de acceso a los mismos. La Autopista General Rumiñahui conecta a la zona metropolitana de la ciudad desde el intercambiador El Trébol con el valle de los Chillos. El Túnel Osvaldo Guayasamín y la Avenida Interoceánica conectan al centro norte de la ciudad con el valle de Cumbayá y los valles aledaños. El Corredor Periférico Simón Bolívar (Avenida Oriental), vía rápida que conecta la parte más norte de la ciudad (hasta el intercambiador de Carcelén) con la parte más sur de la ciudad. La vía Intervalles, que conecta a los valles nororiente con los del suroriente. Entre otras vías que han servido para conectar a los valles que se encuentran a menor altura que la zona metropolitana de la ciudad de Quito. Destacan las parroquias:

### Al nororiente
- Cumbayá ubicada a la entrada del valle de Tumbaco, Cumbayá se ha convertido en los últimos años en uno de los centros urbanizados más importantes de Quito, actualmente cuenta con índices de altísima plusvalía. Cumbayá sufrió una transformación muy importante, al pasar de ser un pequeño pueblo rural, a convertirse en el principal destino inmobiliario de Quito.

- Tumbaco en la época preincaica estuvo poblada por Ayllus, Cayapas, Colorados y Paeces, según el Padre Juan de Velasco, estas tribus eran parte del Reino de Quito y no fueron sometidas, unificándose para extender su dominio sobre los Zàmbizas, Nayones y Guangopolos. Tiene una zona urbana que con el paso de los años ha ido creciendo, extendiéndose hasta el valle de Cumbayá y los alrededores.

- Puembo ubicado al noroeste de Tumbaco, separada del mismo por el río Chiche, es una zona rural, que ha ido creciendo industrialmente y residencialmente con el pasar de los años. Aquí se encuentra el Club Campestre Arrayanes, el mismo que ha aumentado la plusvalía del sector.

- Pifo ubicado al suroeste de Tumbaco, Pifo es una zona mayoritariamente industrial, en la cual se han desplazado varias empresas agropecuarias.

- Tababela La parroquia de Tababela nace como parte de los llanos o llanuras de Yaruquí. La Misión Geodésica Francesa en 1736 recorre dichas llanuras y en sus varios recorridos se impresionaron con la topografía del terreno y afirmaron que este territorio se asemejaba a una “Tabla bella”, palabras pronunciadas en francés, que, al traducirse al castellano, quedaron como “tababela”, se ha conservado este nombre más o menos desde 1740. En esta zona mayoritariamente industrial, sobre la meseta del mismo nombre, funciona el nuevo Aeropuerto Internacional Mariscal Sucre.

- Yaruquí Bella parroquia ubicada a 4 kilómetros de Tababela, esta caracterizado por su espíritu liberal y su buena gente.

### Al suroriente
- Alangasí Alangasí es una parroquia llena de artistas como pintores, escultores, músicos, etc. Su bandera lleva los colores amarillo y negro debido al guiragchuro un pájaro propio del lugar. La cuna de las aguas termales teniendo así varios balnearios en sus tierras.

- El Tingo Lugar conocido por sus aguas termales.

- La Merced

- Amaguaña

- Píntag y Tolóntag

- Conocoto La parroquia de Conocoto es una parroquia-ciudad cuya actividad preponderante es la industrial, aquí se encuentran fábricas textiles y de gaseosas. Una parte de la población sale a trabajar a la ciudad. Otra de las actividades productivas de la zona es la artesanal (carpinteros, panaderos, entre otros) especialmente para el consumo local.

- San Rafael San Rafael es el centro del valle de los Chillos, donde se concentran los centros comerciales más importantes de la zona. A partir de esta zona, termina el distrito metropolitano de Quito y empieza el cantón Rumiñahui.

## Lista de todos los barrios por parroquia
Se incluyen solo los barrios adentro de la ciudad de Quito y de la parroquia de Calderón.

### Administración Zonal La Delicia
No se incluyen a las varias parroquias del norte de Pichincha que forman parte de esta administración.

#### Carcelén
- Carcelén Alto
- Carcelén Bajo
- Corazón de Jesús
- La Josefina
- 29 de Abril
- Alberto Einstein
- Balcón del Norte
- La Esperanza
- Los Mastodontes
- Lirios de Carcelén
- Santo Domingo de Carretas

#### El Condado
- Urbanización El Condado
- Mena del Hierro
- San Enrique de Velasco
- La Planada/Rancho San Antonio
- Colinas del Norte
- La Roldós
- Pisulí
- Justicia Social
- Consejo Provincial
- Santa María de Cotocollao
- Santa Isabel
- San José Obrero
- Santa Anita

#### Cotocollao
- Bellavista Alta
- Cotocollao Central
- Loma Hermosa
- Los Tulipanes
- Quito Norte
- San José de Jarrín
- Thomas
- 23 de Junio

- Alto Perú

#### Ponceano
- Carcelén Fv. Ponce
- Cooperativa Contraloría
- Ponciano Alto
- Prados del Oeste
- Monge Donoso
- Marisol
- Ponciano Bajo
- Los Cipreses
- San José del Condado
- El Rocío
- Delicia 1
- San Eduardo
- Agua Clara
- La Ofelia
- Nazareth

#### Comité del Pueblo
- Comité del Pueblo
- La Bota

### Administración Zonal Norte Eugenio Espejo
La zona urbana de la Administración Zonal Eugenio Espejo, está conformada por 9 parroquias urbanas del Distrito Metropolitano de Quito, las cuales son: Belisario Quevedo, Iñaquito, Rumipamba, Jipijapa, Cochapamba, Concepción, La Kennedy, San Isidro del Inca y Mariscal Sucre. Estas 9 parroquias urbanas están conformadas por 118 barrios y 8 sectores adicionales (comunas y áreas de protección),y 8 parroquias Rurales.
Parroquias Urbanas:

#### Kennedy
- Baker
- California Bonanza
- Collaloma 9 de Junio
- Conjunto Ciudad Mediterráneo
- Conjunto Marcelo Gabriel
- Coop. Monserrat
- Dammer 1
- Dammer 2
- El Rocío
- La Kennedy
- La Luz
- La Victoria
- Las Acacias
- Lucía Albán
- Maldonado
- Matovelle
- Rodríguez Aguirre
- Rumiñahui
- San Isidro del Inca
- Santa Lucía Alta
- Zaldumbide

#### Cochapamba
- Ana María
- Atucucho
- Bellavista
- Cochapamba Norte
- Cochapamba Sur
- Cordillera
- El Pedregal
- El Pinar Alto
- El Porvenir
- El Triunfo
- La Pulida
- Osorio
- Pablo Arturo Suárez
- Ruperto Alarcón
- San Carlos Vencedores
- San Fernando
- San Lorenzo
- San Vicente de la Florida

Y la zona de Protección Cochapamba

#### Jipijapa
- Jipijapa
- Zaldumbide
- 6 de Diciembre
- San José del Inca
- El Inca
- Los Laureles
- Monteserrín
- Gabriel Marina
- Campo Alegre
- Las Bromelias

Zona protegida Jipijapa

#### Iñaquito
- Ana Luisa
- Batán Alto
- Bellavista
- Bellavista Alto
- Benalcazar
- Borja Yerovi
- El Batán
- Estadio Atahualpa
- González Suárez
- Iñaquito
- Jardines del Batán
- La Carolina
- La Paz
- La Pradera
- La República

Sectores adicionales:
- Parque Guanguitagua
- Parque La Carolina

#### Belisario Quevedo
- Ciudadela Universitaria
- El Armero
- La Gasca
- La Granja
- La Primavera
- Las Casas
- Las Casas Bajo
- Mariana de Jesús
- Miraflores
- Panbachupa
- San Vicente
- Santa Clara de San Millán

Sectores adicionales 
- Zona de Santa Clara de Millán Comuna
- Zona de Protección Belisario Quevedo

#### Concepción
- Aeronáutico
- Aeropuerto
- Andalucía
- Aviación Civil
- Betania
- El Pinar Bajo
- El Rosario
- Félix Rivadeneira
- Franklin Tello
- La Concepción
- La Florida
- Maldonado
- Mexterior
- Omnibus Urbano
- San Carlos
- San Pedro Claver

Y el Parque Bicentenario

#### Rumipamba
- Chaupicruz
- Colinas del Pichincha
- El Bosque
- FAE
- Granda Centeno
- Iñaquito Alto
- Life
- Ninguilla
- Profesores Municipales
- Quito Tenis
- Rumipamba
- San Gabriel
- Unión Nacional
- Voz de los Andes

Zona de Protección Rumipamba

#### San Isidro del Inca
- Bella Aurora
- Buenos Aires
- El Carmen
- El Edén
- Hospital Solca
- Jardines del Inca
- La Victoria
- Nuestra Madre de La Merced
- Quintana
- San Felipe
- San Miguel Amagasi
- Unión y Progreso

#### Mariscal Sucre
- Colón
- La Floresta
- La Mariscal Sucre

Parroquias Rurales:

### Administración Zonal Centro Manuela Sáenz
Dentro de la circunscripción que comprende la Zona Centro existen únicamente cinco parroquias, todas ellas urbanas, conformadas por 99 barrios, 7 Zonas de Protección y 1 Área Privada. Se encuentra situada en parte central del Distrito, como su nombre lo indica, y colinda con las Administraciones Zonales Eugenio Espejo y Eloy Alfaro al norte y sur respectivamente, y con Los Chillos y Tumbaco hacia el este. 

#### Puengasí
La Parroquia de Puengasí es la de mayor extensión dentro de la zona, se encuentra ubicada en el sector este y colinda con las administraciones de Los Chillos y Tumbaco.
Cuenta con 3 áreas de protección que son el Área Protegida Machangara , Puengasí Protegida, y Ladera Protección, y 1 área privada (Bosque IESS) más 42 unidades barriales:
- Bolivar Rodríguez
- Orquídeas
- Jardín del Valle
- El Guabo
- Auqui de Monjas
- Alma Lojana
- Triángulo de Piedra
- Buenos Aires
- María Guadalupe
- Jaime Ernesto
- 14 de Diciembre
- Cielo Azul
- Balcón de los Nevados
- Portal del Valle
- Collacoto
- Madrigal
- Cuscungo
- 1ero de Mayo
- San Juanito
- Eden del Valle
- Arellano Portilla
- Osejo los Pinos
- Planada Arboleda
- Patrimonio Familiar
- Monjas Bajo
- Manuel Cuzco
- 18 de Mayo
- Donoso
- Monjas Medio
- Monjas Alto
- Las Mallas
- Futuro Libre
- Eloy Alfaro
- Obrero Independiente I
- San Francisco
- Miravalle
- Alta Vista
- Sauces del Valle
- San Isidro de Puengasí
- Obrero Independiente II
- Valle de Puengasí
- Balcón del Valle

#### San Juan
La Parroquia de San Juan se encuentra ubicada en el sector oriental y colinda con las administraciones Norte y Eloy Alfaro.  Cuenta con 19 unidades barriales y 1 área de protección
- Miraflores Alto
- San Salvador
- América
- Miraflores
- El Rosal
- Larrea
- La Ballica
- Salvador Allende
- Toctiuco
- Ciudadela Amazonas
- San Juan
- Balcón Colonial
- Ciudadela Espejo
- Placer Alto
- Álvaro Pérez
- Santa Prisca
- El Tejar
- La Chilena
- Placer Bajo

#### Centro Histórico
La parroquia Centro Histórico comprende el área más antigua y consolidada del Distrito Metropolitano de Quito, todos los barrios que la componen son de carácter tradicional y por ende se encuentran ya definidos en su gran mayoría por generaciones. 
Cuenta con 13 unidades barriales 
- La Merced
- San Roque
- San Blas
- González Suárez
- La Victoria
- La Tola
- San Marcos
- San Diego
- San Sebastián
- La Loma
- El Panecillo
- La Recoleta
- El Sena

#### La Libertad
La Parroquia de La Libertad se encuentra ubicada en el sector occidental y colinda con las administraciones Eloy Alfaro al sur y la parroquia de San Juan al norte. Cuenta con 13 unidades barriales y 1 área de protección 
- El Cano
- Los Ángeles
- Libertad Baja
- Cima de la Libertad
- Nueva Aurora
- San José de la Libertad
- Los Dos Puentes
- La Colmena
- San Diego Alto
- Santa Lucía Baja
- Santa Lucía Alta
- Josefina Enríquez
- Ciudadela Bermeo

#### Itchimbía
La Parroquia de Itchimbía se encuentra ubicada entre las parroquias de Puengasí (Este) y Centro Histórico y San Juan hacia el Oeste. Cuenta con 13 unidades barriales y 2 áreas de protección
- Guápulo
- San Francisco de Miravalle
- El Belén
- El Dorado
- Nueva Floresta
- La Alameda
- Vicentina
- Ciudadela Argentina
- San Pedro y San Pablo
- Itchimbía
- Tola Alta
- Nueva Tola
- Tola Baja
- El Sena
- San Francisco de Miravalle Bajo(i)
- San Francisco de Miravalle Alto(i)

(i) barrio irregular

### Administración Zonal Sur Eloy Alfaro
No se incluye a la parroquia rural de Lloa

#### La Magdalena
- Magdalena Central
- Atahualpa Occidental
- Atahualpa Oriental
- Villaflora
- Santa Ana
- Los Dos Puentes (parte sur)

#### Chimbacalle
- Chimbacalle
- Luluncoto
- Pío XII
- Chiriyacu (excepto parte alta)
- Los Andes
- Ciudadela México
- Unión de Ciudadelas

#### San Bartolo
- San Bartolo
- El Calzado
- Quito Sur
- Clemente Ballén
- Teniente Hugo Ortiz
- La Gatazo
- Coop. 5 de Agosto
- Los Arrayanos
- Santa Anita
- Barrio Nuevo

#### Chilibulo
- San José de Chilibulo
- Chilibulo
- La Santiago
- La Dolorosa
- Batallón Chimborazo
- La Yaguachi
- Comuna Marcopamba
- Los Libertadores
- San Francisco del Pintado
- 4 de Diciembre
- Paraíso
- La Unión
- Jesús del Gran Poder
- Hermano Miguel

#### La Ferroviaria
- Ferroviaria (Media y Alta)
- El Recreo
- Chaguarquingo
- Chiriyacu (solo parte alta)
- Forestal Alta
- San Patricio de Puengasí
- Media Luna
- Doscientas Casas

#### La Argelia
- San Bartolo Bajo
- San Bartolo Alto
- La Argelia (Alta y Baja)
- El Mirador Alto
- Lucha de los Pobres
- Portal de Guajaló
- Paraíso de Guajaló
- Santa Rosa de la Argelia
- San Luis de la Argelia
- La Concepción
- Hogar del Trabajador
- Oriente Quiteño

#### La Mena
- Santa Bárbara (Alta y Baja)
- Santa Bárbara de Chillogallo
- Cristo Rey
- Santa Inés
- Mariscal de Ayacucho
- Eugenio Espejo
- Combatientes del 41
- La Biloxi
- Reino de Quito-La Mena
- Tarqui
- La Raya
- Vencedores del Pichincha

#### Solanda
- Solanda
- Santa Rita
- Turubamba (Alto y Bajo)
- Ciudadela El Comercio
- Unión Popular
- La Isla
- Las Cuadras

### Administración Zonal Quitumbe

#### Chillogallo
- Chillogallo Central
- Santa Marta
- Santa Rosa
- San Luis
- Quito Occidental
- El Tránsito
- 23 de Mayo
- El Girón
- La Libertad
- Buenaventura
- Los Andes
- San Gregorio
- La Estancia
- Las Cuadras

#### Quitumbe
- Causayllacta
- Huayrallacta
- Tambollacta
- Tamiallacta
- Quillallacta
- Muyullacta
- Pacarillacta
- Ninallacta
- Allpallacta-Terranova
- Ciudadela del Ejército Etapa 1
- Pueblo Solo Pueblo-La Arcadia
- Pueblo Unido
- Quitus Colonial
- Solidaridad
- Valle del Sur
- Clemente Sánchez
- Salvador Allende
- Tréboles del Sur
- El Conde
- San Martín de Porres

#### La Ecuatoriana
La Ecuatoriana se divide en dos grandes sectores: La Ecuatoriana (E) y la Ciudadela Ibarra (I), divididos en barrios más pequeños.
- La Ecuatoriana
- San Marcelo
- Nuevos Horizontes del Sur
- Manuelita Sáenz
- San Alfonso
- Martha Búcaram de Roldós
- Los Cóndores
- La Delicia
- La Merced
- Las Orquídeas
- Unión y Progreso
- Florida del Sur
- Primicias de la Cultura de Quito
- 2 de Febrero
- María Auxiliadora
- San Antonio de Ibarra
- Colinas del Sur
- Santa Clara

#### Guamaní
- Ciudadela del Ejército Etapa 2
- Nueva Aurora
- San Fernando
- El Rocío
- Paquisha
- La Victoria
- Turumbamba de Monjas
- San Vicente de Cornejo
- La Perla
- Guamaní Alto
- José Peralta
- La Trinidad
- Santospamba

#### Turubamba
- San Juan de Turubamba
- La Bretaña
- Ciudadela Argentina
- San José de Guamaní
- Santo Tomás de Guamaní
- Venecia de Guamaní
- Caupichu
- Ciudad Jardín

### Calderón

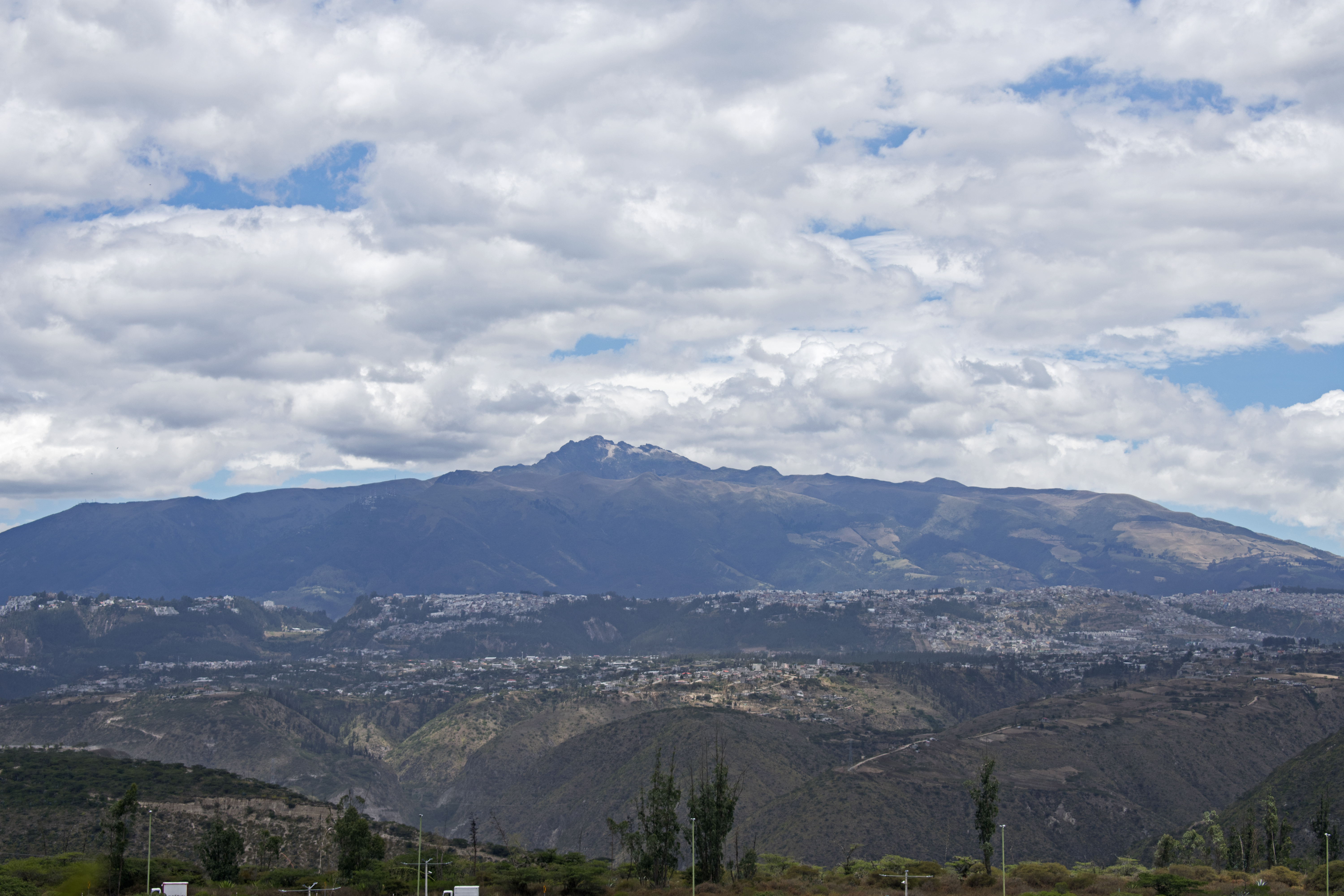
Vista de Calderón y Cerro Pichincha de Aeropuerto Internacional Mariscal Sucre

- Carapungo
- San José de Morán
- San Juan de Calderón
- Corazón de Jesús
- Centro de Calderón
- El Clavel
- Paredes
- José Terán
- San Camilo
- Collas
- San Luis
- Sierra Hermosa
- Luz y Vida
- La Tola
- Bellavista
- Ana María
- Zabala
- Nuevo Amanecer
- El Carmen
- Landazuri
- La Candelaria
- Comuna Llano Grande
- Comuna San Francisco de Oyacoto
- Comuna San Miguel del Común
- Ciudad bicentenario
- Unidad nacional
- Barrio Ecuador
- La Pradera